# Grewia transzambesica
Grewia transzambesica é uma espécie de angiospérmica da família Tiliaceae.
Apenas pode ser encontrada no seguinte país: Moçambique.